# جون مكدونالد (سياسي أمريكي، مواليد 1930)
جون مكدونالد (بالإنجليزية: John McDonald)‏ هو سياسي أمريكي، ولد في عقد 1930. نشط حزبياً في الحزب الديمقراطي. وقد انتخب عضو مجلس نواب أوهايو (3 يناير 1965 – 31 ديسمبر 1970).